# IC 5207
IC 5207 — галактика типу SBc () у сузір'ї Тукан.
Цей об'єкт міститься в оригінальній редакції індексного каталогу.